# Osvaldo Sosa
Osvaldo Alberto Sosa, Chiche, (Buenos Aires, Argentina; 26 de enero de 1948 -Ib.;  6 de julio de 2020) fue un futbolista y entrenador de fútbol argentino. Jugó como mediocampista.

## Trayectoria como futbolista
Sosa debutó como profesional en el Club Almagro, en el año 1964. Dos años después alcanzó la Primera División del fútbol argentino tras ser fichado por Argentinos Juniors. Jugó 124 partidos y convirtió 34 goles en el club de La Paternal en dos etapas diferentes; para volver al Bicho en 1970, donde fungiría como jugador y director técnico de manera simultánea hasta 1971. En 1969 fue contratado por Independiente, uno de los cinco grandes de la Argentina. Tuvo poca continuidad en el club de Avellaneda y fue cedido a Ferro en el que jugó en 1972.

## Trayectoria como entrenador
Su primera experiencia en el cargo de entrenador fue cuando simultáneamente jugaba y dirigía a Argentinos Juniors. Más adelante en su carrera, dirigiría al club en otras cinco ocasiones, en los años 1974, 1981, 1992–94, 1997-2000 y 2004-05, convirtiéndose en el hombre que más tiempo estuvo al frente del primer equipo de Argentinos Juniors. Su principal logro fue obtener el ascenso a Primera División en 1997.
Sosa también dirigió a Almagro, entre los años 1980 y 1981, y a Independiente en 2003. Su extensísima trayectoria incluyó, además de esos, ciclos en Tigre, Huracán, Colón, Deportivo Armenio, Deportivo Mandiyú, Racing, Talleres de Córdoba, Chacarita Juniors, Lanús, Quilmes y Atlético Tucumán.

## Fallecimiento
Sufrió un accidente cerebrovascular en 2013 que le afectó a la movilidad y una fractura de clavícula a causa de una caída le complicó la recuperación. En febrero de 2020 su salud sufrió un importante deterioro a causa de una neumonía, por lo que fue ingresado en la clínica Zavala de Belgrano. Falleció a consecuencia de la misma a los 72 años el 6 de julio del mismo año.